# Красная Шапочка (фильм, 1997)
«Красная Шапочка» — короткометражный чёрно-белый фильм в жанре чёрной комедии по мотивам ранней версии сказки «Красная Шапочка». В фильме отсутствуют диалоги — всё происходящее описывает голос за кадром (Квентин Крисп). Роль волка исполнил балетный танцовщик Тимур Буртасенков.

## Сюжет
По дороге к бабушке Красная Шапочка встречает волка, который интересуется, куда она идёт и какой именно дорогой (по пути иголок или по пути булавок). Добравшись до места раньше девочки, волк съедает бабушку, что становится понятным после закадрового комментария: «он налил её кровь в бутылку и положил немного её плоти в миску на столе». Всё это волк предлагает попробовать ни о чём не подозревающей Красной Шапочке. После трапезы он обращается к девочке со словами: «Раздевайся, дитя моё, и ложись рядом со мной», а на вопросы о том, куда девать фартук и другую одежду, отвечает: «брось его в огонь, тебе он больше не понадобится». Оказавшись под одним одеялом с волком, Шапочка интересуется тем, почему бабушка волосатая, широкоплечая и т. д. Наконец, услышав: «это чтобы съесть тебя, дитя моё», девочка сообщает, что ей необходимо выйти по малой нужде. Не получив разрешения, она добавляет: «но мне надо и покакать». Волк разрешает ей выйти, но привязывает верёвку к ноге. Спустя некоторое время, он не выдерживает, выходит из дома и видит, что верёвка привязана к сливовому дереву. Тогда он пускается вдогонку, но остаётся ни с чем.

## В ролях
| Актёр             | Роль            |
| ----------------- | --------------- |
| Кристина Риччи    | Красная Шапочка |
| Тимур Буртасенков | волк            |
| Эвелин Солан      | бабушка         |